# André Giraud

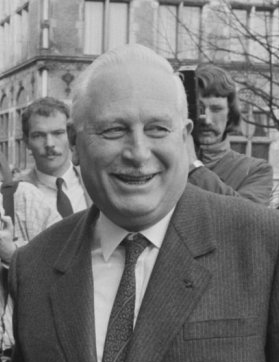
André Giraud (1987)

André Louis Yves Giraud (* 3. April 1925 in Bordeaux; † 27. Juli 1997 in Levallois-Perret, Département Hauts-de-Seine) war ein französischer Politiker (UDF-PR) sowie ein hoher Verwaltungsbeamter und Manager in der Ölindustrie und Atomwirtschaft. Er war von 1970 bis 1978 Hauptgeschäftsführer des Commissariat à l’énergie atomique (CEA). Von 1978 bis 1981 war er Frankreichs Industrieminister, von 1986 bis 1988 Verteidigungsminister.

## Studium, Familie und Karriere im Staatsdienst
André Giraud absolvierte 1944 – als Kommilitone von Valéry Giscard d’Estaing und Jahrgangsbester – die Eliteschule École polytechnique, dann die École des mines de Paris und die École nationale supérieure du pétrole et des moteurs. Er heiratete 1945 Claudine Mathurin-Edie, das Paar bekam zwei Söhne und eine Tochter.
Nach Abschluss seines Studiums wurde er 1949 als Bergbauingenieur in das staatliche Corps des mines aufgenommen. Er wurde zunächst als Beamter im Industrieministerium eingesetzt. 1951 wurde er Abteilungsleiter am Institut français du pétrole (IFP), dem staatlichen Forschungsinstitut für Erdölprodukte, Kraftstoffe und Schmiermittel. Er stieg 1955 zum technischen Direktor und 1958 zum stellvertretenden Generaldirektor des IFP auf. Von 1964 bis 1969 amtierte er als Leiter der Kraftstoffabteilung (Directeur des carburants) im französischen Industrieministerium. In dieser Position war er im Mai 1968 für die ausreichende Versorgung von Paris mit Kraftstoff – trotz Studentenunruhen und Streiks – verantwortlich. Parallel war er von 1965 bis 1971 Vizepräsident des Verwaltungsrates des damals in Staatsbesitz befindlichen Autobauers Renault.

## Leiter des Kommissariats für Atomenergie
Von 1970 bis 1978 war Giraud Hauptgeschäftsführer des Commissariat à l’énergie atomique (C.E.A.) und zugleich Mitglied des Verwaltungsrats des staatlichen Stromkonzerns Électricité de France (EDF), von 1976 bis 1978 zusätzlich Präsident des Uranwirtschaftsunternehmens Cogema (Compagnie Générale des Matières Nucléaires). Als oberster nucleocrate des Landes trug Giraud maßgeblich dazu bei, dass die französische Atomwirtschaft sehr staatsnah war. Diese entstand in den 1970er Jahren aus dem militärischen Komplex, der die atomare Aufrüstung Frankreichs umgesetzt hatte. Nach dem Rücktritt Charles de Gaulles als Staatspräsident im Jahr 1969 hatte das französische Atomkommissariat C.E.A. etwa 3000 Mitarbeiter. Diese waren unterbeschäftigt, nachdem die Atomstreitmacht bewaffnet war. Es war das Bestreben de Gaulles und vieler anderer französischer Politiker, von den Vereinigten Staaten möglichst unabhängig und autark zu sein. Deshalb wollte man die Abhängigkeit vom Erdöl minimieren. Seit der Sueskrise (1956), der Sperrung des Sueskanals nach dem Sechstagekrieg (1967–1975) sowie der Dekolonisation Afrikas (ab 1961) war diese Abhängigkeit – schon vor der Ölpreiskrise 1973/74 – in das allgemeine Bewusstsein gerückt.
Als Leiter des Atomkommissariats veröffentlichte Giraud im März 1971 folgenden resoluten Plan:
- In den Jahren von 1971 bis 1975 sollten vier oder fünf (statt nur zwei) neue Atomkraftwerke (mit jeweils mehreren Kernreaktoren) mit einer Gesamtleistung von 8000 Megawatt gebaut werden;
- Als erste Neubauten wurden Fessenheim I im Elsass und Bugey II bei Lyon vorgesehen.[2]

Die folgenden Termine des Baubeginns zeigen die Schnelligkeit der Expansion der französischen Kernenergie: Bugey II am 1. November 1972, Bugey III am 1. September 1973, Bugey IV am 1. Juni 1974, Bugey V am 1. Juli 1974. Diese vier Druckwasserreaktoren hatten eine Nettoleistung von 3580 MW (910 + 910 + 880 + 880 MW). Die Bauzeiten waren allerdings deutlich länger als erwartet (Fertigstellung zwischen Mai 1978 und Juli 1979). Nach der Ölpreiskrise beschloss die Regierung von Pierre Messmer 1974, den Zubau neuer Kernkraftwerke noch deutlich zu beschleunigen. 1980 gingen sieben französische AKWs in Betrieb, 1981 acht, 1982 zwei, 1983 vier, 1984 sechs, 1985 vier und 1986 sechs.
Giraud setzte sich für den Aufbau eines kompletten Brennstoffkreislaufes unter französischer Kontrolle ein: vom Abbau des Uranerzes durch die Cogema (vor allem in Niger und Gabun) über die Uran-Anreicherung für die Kernkraftwerke, die Wiederaufarbeitung von abgebrannten Brennelementen und die Gewinnung von Plutonium bis zur Entwicklung einer neuen Generation von Schnelle-Neutronen-Reaktoren (Superphénix).

## Politische Karriere
Während der Präsidentschaft seines einstigen Studienkollegen Valéry Giscard d’Estaing war Giraud vom 3. April 1978 bis 13. Mai 1981 Industrieminister im 3. Kabinett von Premierminister Raymond Barre. Er trat Giscards rechtsliberaler Parti républicain bei, die Bestandteil des bürgerlichen Parteienbündnisses Union pour la démocratie française (UDF) war. Nach den Trente Glorieuses war Frankreich seit Mitte der 1970er-Jahre in der Rezession, die Arbeitslosigkeit stieg, die französische Industrie litt unter zunehmender Konkurrenz aus Ostasien. Während seiner Amtszeit initiierte das Ministerium das Videotex-System Minitel, das in Frankreich weit größere Bedeutung erlangte als der Bildschirmtext in Deutschland.
Für den Fall einer Wiederwahl Giscard d’Estaings galt Giraud als Favorit für das Amt des Premierministers, Giscard verlor die Präsidentschaftswahl 1981 aber gegen François Mitterrand, der als erster Sozialist französischer Staatspräsident wurde. Giraud verlor dadurch seinen Ministerposten und übernahm stattdessen eine Professur für Geopolitik an der Université Paris-Dauphine und gründete 1982 das Centre de géopolitique de l’énergie et des matières premières (CGEMP; Geopolitisches Zentrum für Energie und Rohstoffe).
Während der ersten Cohabitation – der Sozialist Mitterrand war weiterhin Staatspräsident, aber die Mitte-rechts-Parteien hatten die Mehrheit im Parlament und stellten die Regierung – war Giraud vom 20. März 1986 bis 10. Mai 1988 Verteidigungsminister im zweiten Kabinett von Jacques Chirac. Giraud gelang eine respektvolle Zusammenarbeit mit Staatspräsident Mitterrand, der als Oberbefehlshaber der Streitkräfte ein besonderes Mitentscheidungsrecht in der Verteidigungspolitik hatte. Während seiner Amtszeit wurde der Bau des nuklear angetriebenen Flugzeugträgers Charles de Gaulle und der Atom-U-Boote der Triomphant-Klasse mit dem Interkontinentalraketen-System M 45 in Auftrag gegeben. Nach dem erneuten Wahlsieg der Linken 1988 zog sich Giraud aus der Politik zurück. Er blieb ein gefragter Experte und gründete 1991 das Beratungsunternehmen Compagnie générale d’innovation et de développement (Cogidev).
Giraud starb am 27. Juli in Levallois-Perret bei Paris an Krebs. Sein Grab befindet sich auf dem  Cimetière de Levallois-Perret.